# 麥基冰川
76°58′S 162°0′E / 76.967°S 162.000°E
麥基冰川（英語：Mackay Glacier）是南極洲的冰川，位於維多利亞地，流經康沃伊山脈和克萊爾山脈，最終注入格蘭納特港，由英國探險隊發現，並以隊員命名。